# Retro Studios
Retro Studios, Inc. là một nhà phát triển trò chơi điện tử ở Mỹ và là công ty con của Nintendo có trụ sở tại Austin, Texas. Studio được biết đến nhiều nhất với loạt Metroid Prime và Donkey Kong Country, đồng thời đã đóng góp vào một số dự án khác do Nintendo phát triển, chẳng hạn như Metroid Prime Hunters và Mario Kart 7.
Retro được thành lập vào ngày 21 tháng 9 năm 1998, với tư cách là một liên minh giữa Nintendo và người sáng lập Iguana Entertainment, Jeff Spangenberg, với hy vọng tạo ra các trò chơi cho GameCube hướng tới nhóm đối tượng lớn tuổi hơn. Công ty đã bắt đầu làm việc trên bốn tựa trò chơi, tất cả đều bị hủy sau khi Retro tập trung nguồn lực vào Metroid Prime, trò chơi Metroid đầu tiên được phát triển ra bên ngoài Nhật Bản. Sự thành công của Metroid Prime dẫn đến việc Retro làm thêm hai phần tiếp theo, và sau đó tham gia vào việc làm sống lại các loạt Donkey Kong với Donkey Kong Country Returns.

## Lịch sử

### 1998–2002: Thành lập vàMetroid Prime
Retro Studios được thành lập vào ngày 21 tháng 9 năm 1998, là một liên minh giữa Nintendo và người kỳ cựu trong ngành trò chơi điện tử là Jeff Spangenberg. Spangenberg sau đó đã thành lập công ty tại chính nhà của mình vào ngày 1 tháng 10, sử dụng số tiền mà anh để dành từ các dự án kinh doanh trước đây, bao gồm cả Iguana Entertainment. Nintendo nhận thấy cơ hội to lớn cho studio mới này, trong việc tạo ra các trò chơi cho hệ máy GameCube sắp phát hành, nhắm mục tiêu đến nhóm nhân khẩu học lớn tuổi hơn, giống như loạt Turok thành công của Iguana Entertainment trên Nintendo 64. Retro bắt đầu với 4 nhân viên chủ chốt vào cuối năm 1998 và mở văn phòng tại Austin, Texas vào đầu năm 1999 với đội ngũ 25 người, trong đó có một số nhân viên cũ của Iguana.  Mặc dù không có quyền truy cập vào bộ công cụ phát triển của GameCube, xưởng đã ngay lập tức bắt tay vào thực hiện tới bốn dự án cho GameCube: một trò chơi phiêu lưu hành động chưa có tiêu đề (thể loại Hành động-Phiêu lưu), một trò chơi chiến đấu bằng các loại xe với tựa Car Combat (hay còn được gọi là Thunder Rally), một trò chơi mô phỏng bóng ném kiểu Mỹ có tên là NFL Retro Football và trò chơi nhập vai Raven Blade. Vào thời điểm bắt đầu phát triển, xưởng đã tăng quy mô lên 120 nhân viên. Công ty tiếp tục lớn mạnh trong suốt quá trình sản xuất, cuối cùng đạt đỉnh hơn 200 nhân viên.
Môi trường làm việc hỗn loạn, việc phát triển trò chơi bị chậm tiến độ và các giám đốc điều hành Nintendo phàn nàn về chất lượng các trò chơi. Năm 2000, Miyamoto Shigeru đã đến thăm xưởng. Ông thất vọng về các trò chơi, ngoại trừ màn trình diễn của bộ công cụ làm trò chơi Hành động-Phiêu lưu chưa có tên nọ, điều này khiến Miyamoto đề nghị Retro có thể sử dụng công cụ này để phát triển một trò chơi mới trong loạt Metroid. Không lâu trước hội nghị Nintendo Space World năm 2000, Nintendo đã cấp phép cho Retro để tạo ra Metroid Prime, và Retro đã chuyển tất cả các nguồn nhân lực phát triển từ Action-Adventure sang trò chơi mới.
Cuối cùng, Retro hủy bỏ việc phát triển các dự án khác để chỉ tập trung vào Metroid Prime. Vào tháng 2 năm 2001, công ty kết thúc phát triển cả NFL Retro Football và Thunder Rally, sa thải khoảng 20 nhân viên. Mặc dù Retro đã công bố Raven Blade tại E3 vào năm 2001, nhưng nhóm phát triển đã bị những trở ngại kỹ thuật cản trở. Vào tháng 7 năm 2001, Retro đã hủy bỏ dự án, chỉ giữ lại 9 thành viên trong nhóm làm việc trên Metroid Prime.
Vào ngày 2 tháng 5 năm 2002, Nintendo đã mua lại cổ phiếu Retro Studios trị giá 1 triệu đô la từ Spangenberg, và phân loại lại công ty với tư cách là nhà phát triển bên thứ nhất và là một bộ phận của Nintendo.
Trong chín tháng cuối cùng của quá trình phát triển Metroid Prime, các nhân viên của Retro đã làm việc từ 80 đến 100 giờ mỗi tuần để đạt được cột mốc cuối cùng. Bất chấp chu kỳ sản xuất rắc rối và sự hoài nghi ban đầu từ người hâm mộ, trò chơi  được phát hành vào ngày 17 tháng 11 năm 2002 tại Bắc Mỹ và nhận được sự đánh giá cao của giới phê bình cũng như thành công về mặt thương mại, bán được hơn hai triệu bản trên toàn thế giới.

### 2003–2009: Bộ baMetroid Prime
Sau thành công về mặt thương mại và mức độ đánh giá của Metroid Prime, Nintendo đã yêu cầu Retro Studios sản xuất phần tiếp theo. Các nhà phát triển đã quyết định không tái chế các tính năng của phần đầu tiên trong quá trình tạo ra Metroid Prime 2: Echoes, và thay vào đó, sử dụng các mô hình âm thanh, hiệu ứng vũ khí và thiết kế nghệ thuật mới. Một thành phần để cho nhiều người có thể chơi chung với nhau cũng được thêm vào. Tháng 4 năm 2003, Steve Barcia rời công ty. Michael Kelbaugh, người đã làm việc với Nintendo hơn 15 năm, được bổ nhiệm làm chủ tịch, một công việc mà ông vẫn giữ cho đến nay. Retro đã cố gắng đưa vào một số tính năng bổ sung, chẳng hạn như phiên bản ẩn của Super Metroid, nhưng đã bị tạm dừng do không đủ thời gian phát triển. Nhà sản xuất Tanabe Kensuke sau đó đã tiết lộ trong một cuộc phỏng vấn rằng trò chơi chỉ hoàn thành khoảng ba mươi phần trăm, ba tháng trước thời hạn nghiêm ngặt mà Nintendo đã đặt ra, để kịp phát hành vào mùa lễ năm 2004. Sự đón nhận của giới phê bình đối với Metroid Prime 2: Echoes là rất tích cực, nhưng lại bị một số chỉ trích về độ khó cao. Doanh số bán hàng của Echoes thấp hơn Prime, với tổng số 800.000 bản.
Retro Studios sau đó đã được đưa vào sản xuất các trò chơi tiếp theo trong loạt Metroid Prime, Metroid Prime 3: Corruption. Retro dự định cung cấp cho Metroid Prime 3: Corrupt một môi trường lớn hơn Metroid Prime 2: Echoes. Các nhà phát triển cũng quan tâm đến việc sử dụng tính năng WiiConnect24 để cung cấp nội dung bổ sung cho trò chơi có thể truy cập từ Internet. Retro thông báo rằng Corruption sẽ là chương cuối cùng của loạt Prime và sẽ có một cốt truyện "về sự kết thúc, được kể trong bối cảnh của một trận chiến sử thi". Sau khi Wii Remote được tiết lộ, Nintendo đã chứng minh Metroid Prime 3 sẽ tận dụng khả năng đặc biệt của bộ điều khiển bằng một phiên bản Echoes được sửa đổi cho Wii và được trình chiếu tại Tokyo Game Show năm 2005. Ban đầu được hình dung là một tựa trò chơi ra mắt cho Wii vào tháng 11 năm 2006, Corruption nhiều lần bị trì hoãn, nhưng cuối cùng đã được phát hành vào tháng 8 năm 2007, nhận được đánh giá chung tích cực và bán hơn 1,60 triệu bản trên toàn thế giới.
Trong khi Retro bận rộn với các phần tiếp theo của Prime, họ phải chuyển qua Metroid Prime Hunters trên Nintendo DS. Nhà phát triển cuối cùng, Nintendo Software Technology (NST), đã hợp tác chặt chẽ với Retro để thiết kế hình ảnh và nhân vật của trò chơi nhằm đảm bảo rằng chúng đồng nhất với toàn bộ dòng Metroid.

### 2010 – nay: LoạtDonkey Kong Country,Metroid Prime 4và các dự án khác
Vào tháng 4 năm 2008, Retro chứng kiến sự ra đi của ba nhà phát triển chủ chốt, nhà thiết kế Mark Pacini, giám đốc nghệ thuật Todd Keller, và kỹ sư công nghệ chính Jack Mathews, họ đã thành lập công ty riêng, Armature Studio. Cùng lúc đó, Miyamoto Shigeru đề nghị nhà sản xuất đồng nghiệp là Tanabe Kensuke giới thiệu một xưởng có thể phát triển một trò chơi Donkey Kong mới, và Tanabe đề xuất Retro. Kelbaugh đã làm việc trên loạt Donkey Kong Country trong những năm còn làm ở Nintendo of America và quan tâm đến việc tiếp tục nhượng quyền thương mại này. Retro nhận nhiệm vụ và do đó bắt đầu phát triển Donkey Kong Country Returns. Tương tự như New Super Mario Bros., trò chơi được phát triển với mục đích khơi gợi cảm giác hoài cổ trong người chơi bằng hình ảnh và âm thanh, đồng thời cố gắng cung cấp những trải nghiệm chơi mới. Returns sử dụng đồ họa 3D đa giác hoàn toàn, với số lượng họa tiết và đa giác gấp ba lần Corruption, và trong suốt sáu tháng, hai phần ba công cụ và phần mềm dùng để thiết kế trò chơi phải được các lập trình viên viết lại. Quá trình phát triển đẩy nhanh vào đầu năm 2010, và dự án chỉ mới "bắt đầu ra vẻ như một trò chơi" vào khoảng thời gian E3, khi tựa trò chơi này chính thức công bố với báo chí. Mặc dù trò chơi được thiết lập để phát hành vào mùa thu năm đó, nhóm vẫn có 70 màn để tạo hoặc tinh chỉnh.

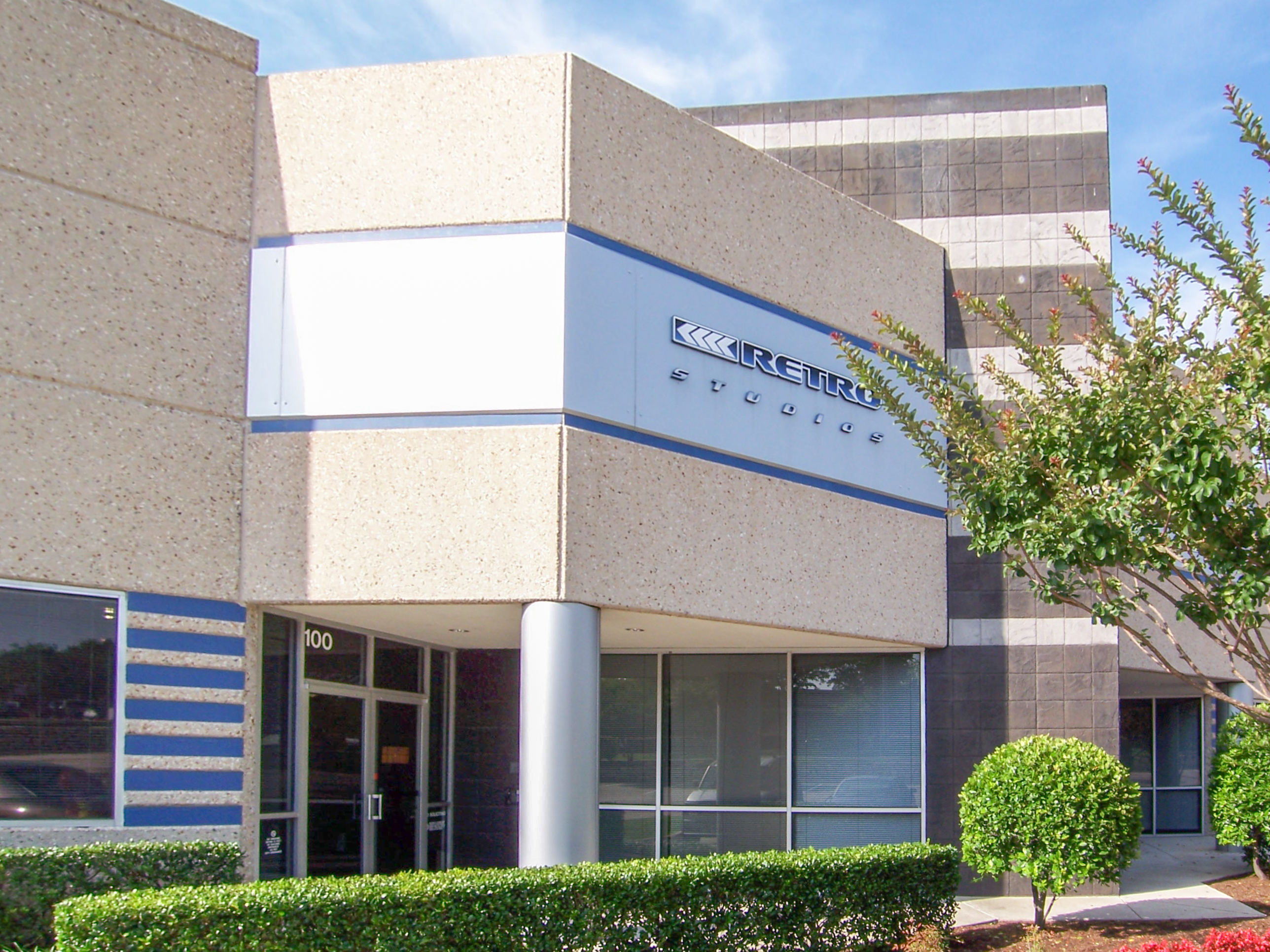
Trụ sở cũ của Retro Studios ở Austin, Texas. Công ty chuyển đến địa điểm mới vào năm 2011.

Tại E3 2011, trong Hội nghị Bàn tròn dành cho các Nhà phát triển (Developer Roundtable) của Nintendo đã thông báo Retro Studios sẽ tham gia vào quá trình phát triển Mario Kart 7 cho Nintendo 3DS. Lúc đầu, Retro sẽ đóng góp tài sản để phát triển một trong các màn theo chủ đề Donkey Kong, nhưng con số đó đã phát triển thành thiết kế sân khấu của mười sáu bản nhạc trong giai đoạn cuối của quá trình phát triển, khi nhóm Nintendo EAD bắt đầu làm việc trên các dự án khác và trò chơi sẽ không thể hoàn thành trước thời hạn là tháng 12 năm 2011.
Vào năm 2012, có thông tin tiết lộ Retro Studios đã nhận được bộ công cụ phát triển Wii U và được cho là đang phát triển một trò chơi cho Wii U. Miyamoto nói ông muốn hợp tác với Retro Studios trong một phần của The Legend of Zelda; tuy nhiên, ông nói trò chơi hiện tại mà Retro Studios đang phát triển không liên quan đến Zelda. Tại E3 2012, chủ tịch Nintendo of America, Reggie Fils-Aimé, nói với IGN trong một cuộc phỏng vấn rằng Retro hiện đang "làm việc chăm chỉ" trong một dự án chưa có tên cho Wii U.
Vào ngày 28 tháng 2 năm 2014, Tanabe Kensuke thông báo Retro Studios đang làm việc trên một trò chơi mới, mà CEO Michael Kelbaugh tuyên bố đã được phát triển trong vài tháng kể từ khi Tropical Freeze hoàn thành. Tuy nhiên, vào tháng 8 năm 2015, trong một cuộc phỏng vấn về Metroid Prime: Federation Force, Tanabe nói ông không hoàn toàn chắc chắn về những gì Retro Studios đang làm, để lại ấn tượng rằng ông không còn tham gia vào dự án của họ.
Nintendo công bố Metroid Prime 4 vào tháng 6 năm 2017 trong buổi giới thiệu trực tuyến E3, chỉ hiển thị logo. Ngay sau khi thông báo, Bill Trinen, Giám đốc Tiếp thị Sản phẩm của Nintendo of America, xác nhận Prime 4 sẽ không được phát triển bởi Retro Studios, xưởng từng phát triển Metroid Prime, mà sẽ được sản xuất bởi Tanabe Kensuke, nhà sản xuất của các phần trước đó. Vào năm 2018, Eurogamer báo cáo Prime 4 đang được phát triển bởi Bandai Namco Studios ở Singapore. Tuy nhiên, trong một video được phát hành vào ngày 25 tháng 1 năm 2019, tổng giám đốc Nintendo EPD là Takahashi Shinya thông báo Metroid Prime 4 đã bị trì hoãn và quá trình phát triển đã tái khởi động với Retro Studios. Takahashi nói rằng quá trình phát triển của xưởng trước đó đã không đáp ứng các tiêu chuẩn của Nintendo. Cổ phiếu của Nintendo đã giảm 2,8% trong tuần sau khi ra thông báo.

## Trò chơi
| Tiêu đề                              | Thể loại                      | Hệ máy                  | Năm       | (Các) nhà sản xuất | Đạo diễn)     |
| ------------------------------------ | ----------------------------- | ----------------------- | --------- | ------------------ | ------------- |
| Metroid Prime                        | Phiêu lưu hành động           | GameCube                | 2002      | Miyamoto Shigeru   | Mark Pacini   |
| Metroid Prime 2: Echoes              | Phiêu lưu hành động           | GameCube                | 2004      | Tanabe Kensuke     | Mark Pacini   |
| Metroid Prime 3: Corruption          | Phiêu lưu hành động           | Wii                     | 2007      | Tanabe Kensuke     | Mark Pacini   |
| Metroid Prime: Trilogy               | Tổng hợp, Phiêu lưu hành động | Wii                     | 2009      | Tanabe Kensuke     | Mark Pacini   |
| Donkey Kong Country Return           | Platform                      | Wii                     | 2010      | Tanabe Kensuke     | Bryan Walker  |
| Mario Kart 7                         | Đua xe                        | Nintendo 3ds            | 2011      | Konno Hideki       | Kosuke Yabuki |
| Donkey Kong Country return 3D        | Platform                      | Nintendo 3ds            | 2013      | Tanabe Kensuke     | Vince Joly    |
| Donkey Kong Country: Tropical Freeze | Platform                      | Wii U / Nintendo Switch | 2014/2018 | Tanabe Kensuke     | Ryan Harris   |
| Metroid Prime 4                      | Phiêu lưu hành động           | Nintendo Switch         | TBA       | Tanabe Kensuke     | Chưa biết     |

### Các dự án bị hủy
| Tiêu đề                    | Thể loại                  | Hệ máy   | Chi tiết |
| -------------------------- | ------------------------- | -------- | --- |
| Action-Adventure           | Phiêu lưu hành động       | GameCube | trò chơi chủ yếu bao gồm các tác phẩm nghệ thuật ý tưởng và một phần mềm mô phỏng góc nhìn thứ nhất trước khi bị hủy bỏ, nhưng dường như nó đã truyền cảm hứng cho Miyamoto Shigeru để trao lại giấy phép Metroid cho Retro. Nhóm phát triển đã chuyển sang sản xuất Metroid Prime. |
| NFL Retro Football         | Thể thao                  | GameCube | Các nhà thiết kế trò chơi ban đầu muốn tạo ra một trò chơi Mario Football, nhưng Nintendo đã quyết định sử dụng trình mô phỏng thực tế này để đi cùng với giấy phép của NFL, do mục đích của Retro là tạo ra các trò chơi trưởng thành hơn. Trò chơi đã bị hủy vào tháng 2 năm 2001. Nguyên nhân có thể là do Electronic Arts và Sega đã đồng ý chuyển loạt Madden NFL và NFL 2K sang GameCube.                                                |
| Car Combat / Thunder Rally | Chiến đấu trên xe         | GameCube | Ban đầu trò chơi được giới thiệu cho Nintendo dưới dạng sự kết hợp của "QuakeWorld, Twisted Metal 2 và Mario Kart 64 với các sắc thái của Mad Max và Street Fighter II." Mặc dù là dự án có tiến độ nhanh nhất tại Retro, trò chơi đã bị hủy bỏ cùng với NFL Retro Football vào tháng 2 năm 2001. Hai thành viên của nhóm phát triển, lập trình viên David "Zoid" Kirsch và nhà sáng tạo mô hình Rick Kohler, đã tham gia dự án Metroid Prime. |
| Raven Blade                | Trò chơi điện tử nhập vai | GameCube | trò chơi được giới thiệu tại E3 2001, nhưng quá trình sản xuất gặp trở ngại về mặt kỹ thuật, và cuối cùng bị hủy vào tháng 7 năm 2001 để Retro có thể tập trung vào Metroid Prime. Chín thành viên trong nhóm phát triển cũng đã tham gia Prime. |